# کلمبیا (کوبا)
کلمبیا (به اسپانیایی: Colombia) یک منطقهٔ مسکونی در کوبا است که در استان لاس توناس واقع شده‌است. کلمبیا ۵۶۳ کیلومتر مربع مساحت و ۳۲٬۹۴۲ نفر جمعیت دارد و ۶۵ متر بالاتر از سطح دریا واقع شده‌است.